# Dubiepeira neptunina
Dubiepeira neptunina là một loài nhện trong họ Araneidae.
Loài này thuộc chi Dubiepeira. Dubiepeira neptunina được Cândido Firmino de Mello-Leitão miêu tả năm 1948.